# Elezioni parlamentari in Senegal del 2017
Le elezioni parlamentari in Senegal del 2017 si sono tenute il 30 luglio per il rinnovo dell'Assemblea nazionale.

## Risultati
| Liste                                                         | Voti      | %     | Seggi |
| ------------------------------------------------------------- | --------- | ----- | ----- |
| Benno Bokk Yaakaar (APR - AFD - PS)                           | 1 637 761 | 49,47 | 125   |
| Coalition Gagnante/Wattu Sénégal (PDS - BGG)                  | 552 095   | 16,68 | 19    |
| Manko Taxawu Sénégal (Rewmi - Diss. PS)                       | 388 188   | 11,73 | 7     |
| Partito dell'Unità e del Raggruppamento                       | 155 407   | 4,69  | 3     |
| Convergenza Patriottica/Kaddu Askanwi                         | 65 235    | 1,97  | 2     |
| Ndawi Askanwi/Alternativa del Popolo (PASTEF)                 | 37 535    | 1,13  | 1     |
| Manko Yeessal Sénégal                                         | 33 130    | 1,00  | 1     |
| Convergenza Patriottica per la Giustizia e l'Equità/Naay Leer | 29 596    | 0,89  | 1     |
| Osare l'Avvenire                                              | 24 342    | 0,74  | 1     |
| And Saxal Liggey                                              | 23 142    | 0,70  | 1     |
| Partito della Verità per lo Sviluppo                          | 22 769    | 0,69  | 1     |
| Polo Alternativo Terza Via/Sénégal Dey Dem                    | 19 675    | 0,59  | 1     |
| Iniziativa per una Politica di Sviluppo                       | 19 211    | 0,58  | 1     |
| Unione Cittadina Buntbi                                       | 18 268    | 0,55  | 1     |
| Unione per il Federalismo e la Democrazia                     | 17 636    | 0,53  | –     |
| Altri <0,50% (32 liste)                                       | 266 445   | 8,05  | –     |
| Totale                                                        | 3 310 435 | 100   | 165   |